# Partito Rinnovatore Istituzionale di Azione Nazionale
Il Partito Rinnovatore Istituzionale di Azione Nazionale (in spagnolo: Partido Renovador Institucional Acción Nacional - PRIAN) è stato un partito politico ecuadoriano di centro-destra fondato nel 2002 su iniziativa dell'imprenditore Álvaro Noboa.
Si è dissolto nel 2014.

## Risultati elettorali
| Elezione          | Seggi    |
| ----------------- | -------- |
| Parlamentari 2002 | 10 / 100 |
| Parlamentari 2006 | 28 / 100 |
| Parlamentari 2009 | 7 / 124  |